# نبرد دلتا
نبرد دلتا (انگلیسی: Battle of the Delta) یکی از اصلی‌ترین نبردهای میان مصر باستان و مردمان دریا طی دوره موسوم به فروپاشی عصر برنز است که در فاصله سال‌های ۱۱۷۹ تا ۱۱۷۵ پیش از میلاد در دلتای نیل رخ داد. مردمان دریا با کشتی‌ها خود از راه دریای مدیترانه وارد مصب رود نیل شدند و از دلتا به سمت رود حرکت کردند تا شهرهای مصر را غارت و ویران کنند. اما، مصریان موفق شدند که یورش گسترده مردمان دریا را متوقف کنند و آنان را شکست دهند و کشته و اسیر سازند.
طبق گزارش به دست آمده از سنگ نوشته‌های عصر رامسس سوم، در این نبرد، رامسس نیروی نظامی خود را در ناحیه دلتای نیل متمرکز کرد. با ورود کشتی‌های مردمان دریا به دلتای نیل، نخست بارانی از تیر توسط تیراندازانی که در کرانه نیل مستقر بودند، را به سوی آن‌ها روانه کرد تا آنها را تضعیف کند و مانع از پیاده شدنشان از کشتی‌ها شود. آنگاه نیروهای مستقر در ساحل و نیز ناوگان دریایی کوچک مصر از داخل نیل به سوی کشتی‌ها حرکت کردند. تیراندازان و نیزه داران آنها را آماج حمله خود قرار دارند و سپس وقتی کشتی‌ها به هم رسیدند، جنگاوران مصری آنها را در هم کوبیدند. طی این نبرد بسیاری از مردمان دریا کشته و اسیر شدند.
در نتیجه این نبرد مصر در برابر هجوم مردمان دریا محفوظ ماند و از فروپاشی مشابه آنچه برای تمدن‌های هم‌عصر خود نظیر هیتی‌ها و میسنی‌ها رخ داد، نجات یافت